# Stockdale (Ohio)
Stockdale – jednostka osadnicza w Stanach Zjednoczonych, w stanie Ohio, w hrabstwie Pike.